# Atanas Schopow
Atanas Schopow (* 4. Oktober 1951 in Dobrowniza, Pasardschik) ist ein ehemaliger bulgarischer Gewichtheber. Er gewann bei den Olympischen Spielen 1972 eine Silbermedaille und 1976 eine Bronzemedaille, jeweils im Mittelschwergewicht.

## Werdegang
Atanas Schopow gehört zu den vielen jungen bulgarischen Gewichthebern, die Anfang der 1970er Jahre besonders gefördert wurden und unter der Anleitung des seit 1969 im bulgarischen Gewichtheber-Verband wirkenden Cheftrainers Iwan Abadschiew rasch in die Weltelite aufstiegen. Er war Armeeangehöriger.
Bereits als Achtzehnjähriger wurde er bei der Welt- und Europameisterschaft 1969 in Warschau eingesetzt. Er startete dort im Leichtschwergewicht und erzielte im olympischen Dreikampf 425 kg (130-125-170). Mit dieser Leistung erreichte er in der Weltmeisterschaftswertung den 13. und in der Europameisterschaftswertung den 11. Platz.
Ein Jahr später, 1970, steigerte er sich bei der Europameisterschaft in Szombathely auf 452,5 kg (142,5-135-175) und sicherte sich damit im Leichtschwergewicht den 5. Platz. Bei der Weltmeisterschaft des gleichen Jahres in Columbus erzielte er im Leichtschwergewicht 455 kg (147,5-135-172,5) und kam damit auf den 8. Platz.
Bei der Europameisterschaft 1971 in Sofia gewann Atanas Schopow dann im Mittelschwergewicht seine erste Medaille bei einer internationalen Meisterschaft. Ausschlaggebend dafür die enorme Steigerung auf 512,5 kg (172,5-145-195). Nur David Rigert aus der UdSSR und Bo Johansson aus Schweden, die beide im olympischen Dreikampf 537,5 kg erzielten, blieben vor ihm. Bei der Weltmeisterschaft des gleichen Jahres in Lima erreichte er 510 kg (172,5-145-192,5) und verpasste damit mit dem 4. Platz nur deshalb eine Medaille, weil die UdSSR neben David Rigert auch noch Wassili Kolotow in dieser Gewichtsklasse einsetzte. Rigert siegte mit 542,5 kg, vor Kolotow, 537,5 kg u. Bo Johansson, 522,5 kg.
1972 gewann Atanas Schopow bei der Europameisterschaft in Constanța mit 527,5 kg (177,5-147,5-202,5) hinter David Rigert, der 557,5 kg (185-165-207,5) erzielte, die EM-Silbermedaille und platzierte sich damit knapp vor seinem jungen Landsmann Andon Nikolow, der 525 kg hob. Bei den Olympischen Spielen 1972 in München galt David Rigert als haushoher Favorit. Diesem unterliefen aber im Reißen drei Fehlversuche, so dass er ohne Dreikampfleistung unplatziert blieb. Da die Sowjetunion Wassili Kolotow zuhause gelassen hatte und Bo Johansson verletzt war, ergab sich plötzlich für die beiden jungen Bulgaren Atanas Schopow und Andon Nikolow die Chance, um die olympische Goldmedaille zu kämpfen. Nikolow gewann diesen Kampf mit 525 (180-155-190) zu 517,5 kg (180-145-192,5), wobei Atanas Schopow die Chance auf die Goldmedaille durch zwei Fehlversuche im Stoßen mit 202,5 kg, die er bei der Europameisterschaft 1972 noch geschafft hatte, verspielte.
Mit Beginn des Jahres 1973 wurde vom internationalen Gewichtheber-Verband (IWF) das Drücken abgeschafft. Aus dem olympischen Dreikampf, bestehend aus Drücken, Reißen und Stoßen wurde so ein Zweikampf, bestehend aus Reißen und Stoßen. Für Atanas Schopow war diese Tatsache sehr ungünstig, denn er war seinen Kontrahenten im Reißen unterlegen, während er im Drücken immer zu den besten gehört hatte. Trotzdem gelang es ihm bei der Europameisterschaft 1973 in Madrid mit 350 kg (150–200) hinter David Rigert, 367,5 kg und Andon Nikolow, 352,5 kg die EM-Bronzemedaille zu gewinnen. Seine weitere internationale Laufbahn nahm danach aber ein vorläufiges Ende. 1974 und 1975 wurde er bei keiner Welt- und Europameisterschaft mehr eingesetzt. 1974 wurde er aber Balkanmeister im Mittelschwergewicht mit 335 kg (145–190) im Zweikampf vor dem Griechen Iliadis, 310 kg.
1975 erzielte er bei der bulgarischen Meisterschaft im Mittelschwergewicht 340 kg (145–195) und wurde damit Zweiter hinter Petkow, 357,5 kg (155–202,5). 1976 konnte er sich aber noch einmal steigern und wurde deshalb bei den Olympischen Spielen in Montreal im Mittelschwergewicht eingesetzt. Dort erreichte er 360 kg (155–205) im Zweikampf und erkämpfte sich mit dieser Leistung hinter David Rigert, 382,5 kg und Lee James, USA, 362,5 kg die Bronzemedaille.
Danach war Atanas Schopow bei keiner internationalen Meisterschaft mehr am Start. 1979 belegte er bei der V. National-Spartakiade in Sofia im Schwergewicht mit 340 kg (147,5–192,5) hinter Walentin Christow, 397,5 kg u. Malew, 360 kg den 3. Platz.
Trotz seiner vielen Medaillengewinne war es ihm in seiner Laufbahn nicht vergönnt, einen internationalen Meistertitel, auch nicht in einer Einzeldisziplin, zu gewinnen.

## Internationale Erfolge
| Jahr | Platz  | Wettbewerb                                                                                            | Gewichtsklasse | |
| 1969 | 13.    | WM + EM (11.) in Warschau                                                                             | Leichtschwer   | mit 425 kg (130-125-170), Sieger: Masushi Ōuchi, Japan, 487,5 kg vor Károly Bakos, Ungarn, 487,5 kg                                                                               |
| 1970 | 5.     | EM in Szombathely                                                                                     | Leichtschwer   | mit 452,5 kg (142,5-135-175), hinter Gennadi Iwantschenko, UdSSR, 487,5 kg, György Horváth, Ungarn, 472,5 kg, S. Sochanski, Polen, 465 kg u. Hans Bettembourg, Schweden, 462,5 kg |
| 1970 | 8.     | WM in Columbus                                                                                        | Leichtschwer   | mit 455 kg (147,5-135-172,5), Sieger: Gennadi Iwantschenko, 505 kg vor Norbert Ozimek, Polen, 482,5 kg                                                                            |
| 1971 | 3.     | EM in Sofia                                                                                           | Mittelschwer   | mit 512,5 kg (172,5-145-195), hinter David Rigert, UdSSR, 537,5 kg u. Bo Johansson, Schweden, 537,5 kg                                                                            |
| 1971 | 4.     | WM in Lima                                                                                            | Mittelschwer   | mit 510 kg (172,5-145-192,5), hinter David Rigert, 542,5 kg, Wassili Kolotow, UdSSR, 537,5 kg u. Bo Johansson, 522,5 kg                                                           |
| 1972 | 2.     | Vor-olympisches Turnier in Ulm                                                                        | Mittelschwer   | mit 525 kg, hinter Wassili Kolotow, 540 kg (180-160-200), vor Phil Grippaldi, USA, 502,5 kg                                                                                       |
| 1972 | 2.     | EM in Constanța                                                                                       | Mittelschwer   | mit 527,5 kg (177,5-147,5-202,5), hinter David Rigert, 557,5 kg (185-165-207,5), vor Andon Nikolow, Bulgarien, 525 kg (182,5-152,5-190) und Karl Arnold, DDR, 520 kg              |
| 1972 | Silber | OS in München                                                                                         | Mittelschwer   | mit 517,5 kg (180-145-192,5), hinter Andon Nikolow, 525 kg (180-155-190), vor Hans Bettembourg, 512,5 kg                                                                          |
| 1973 | 3.     | Meisterschaft der Armeen der Warschauer Pakt-Staaten (SKDA-Meisterschaft) in Trenčín/Tschechoslowakei | Mittelschwer   | mit 330 kg (140–190), hinter Walery Schary, UdSSR, 350 kg u. Norbert Ozimek, 345 kg                                                                                               |
| 1973 | 3.     | EM in Madrid                                                                                          | Mittelschwer   | mit 350 kg (150–200) hinter David Rigert, 382,5 kg u. Andon Nikolow, 352,5 kg |
| 1974 | 1.     | Balkan-Meisterschaften in Burgas                                                                      | Mittelschwer   | mit 335 kg (145–190), vor Iliadis, Griechenland, 310 kg |
| 1976 | Bronze | OS in Montreal                                                                                        | Mittelschwer   | mit 360 kg (155–205), hinter David Rigert, 382,5 kg u. Lee James, USA, 362,5 kg                                                                                                   |

## WM- und EM-Einzelmedaillen
- WM-Silbermedaillen: 1976/Stoßen/Mittelschwer
- WM-Bronzemedaillen: 1972/Stoßen/Mittelschwer
- EM-Silbermedaillen: 1972/Stoßen/Mittelschwer – 1973/Stoßen/Mittelschwer
- EM-Bronzemedaillen: 1971/Stoßen/Mittelschwer